# Sołtysy (obwód lwowski)
Sołtysy (ukr. Солтиси) – wieś na Ukrainie, w rejonie jaworowskim (do 2020 roku w rejonie mościskim) obwodu lwowskiego.

## Historia
Dawniej grupa domów wsi Nihowice w powiecie rudeckim.